# Scoliophthalmus memorialis
Scoliophthalmus memorialis är en tvåvingeart som beskrevs av Kanmiya 1983. Scoliophthalmus memorialis ingår i släktet Scoliophthalmus och familjen fritflugor. Inga underarter finns listade i Catalogue of Life.